# Sindaci di Potenza
Di seguito l'elenco cronologico dei sindaci di Potenza e delle altre figure apicali equivalenti che si sono succedute nel corso della storia.

## Regno di Napoli/Regno delle Due Sicilie (1805-1861)
| Periodo | Periodo | Primo cittadino                  | Partito | Carica  | Note |
| ------- | ------- | -------------------------------- | ------- | ------- | ---- |
| 1805    |         | Giovanni Vendegna                |         | Sindaco | -    |
| 1806    |         | Gaetano Carabetta                |         | Sindaco | -    |
| 1807    |         | Gerardo Catalano                 |         | Sindaco | -    |
| 1808    |         | Basileo Giovanni Pasquale Addone |         | Sindaco | -    |
| 1813    |         | Luigi Maffei                     |         | Sindaco | -    |
| 1814    | 1815    | Gerardo Castellucci              |         | Sindaco | -    |
| 1816    |         | Giacinto Amati                   |         | Sindaco | -    |
| 1817    |         | Gerardo Cortese                  |         | Sindaco | -    |
| 1819    |         | Basileo Giovanni Pasquale Addone |         | Sindaco | -    |
| 1820    | ?       | Gerardo Castellucci              |         | Sindaco | -    |
| 1833    |         | Emanuele Viggiani                |         | Sindaco | -    |
| 1840    |         | Lavanga                          |         | Sindaco | -    |
| 1843    |         | Sarli                            |         | Sindaco | -    |
| 1848    |         | Emanuele Viggiani                |         | Sindaco | -    |
| 1860    |         | Gennaro Lavanga                  |         | Sindaco | -    |

## Regno d'Italia (1861-1946)
| Periodo          | Periodo          | Primo cittadino       | Partito | Carica                       | Note |
| ---------------- | ---------------- | --------------------- | ------- | ---------------------------- | ---- |
| agosto 1860      | 9 luglio 1861    | Antonio Sarli         |         | Sindaco                      | -    |
| 9 luglio 1861    | dicembre 1861    | Raffaele D'Aquino     |         | Sindaco                      | -    |
| dicembre 1861    | gennaio 1870     | Pasquale Ciccotti     |         | Sindaco                      | -    |
| gennaio 1870     | luglio 1870      | Nicola Addone         |         | Sindaco                      | -    |
| luglio 1870      | dicembre 1872    | Domenico Biscotti     |         | facente funzioni             | -    |
| dicembre 1872    | maggio 1875      | Domenico Biscotti     |         | Sindaco                      | -    |
| maggio 1875      | giugno 1879      | Domenico Addone       |         | Sindaco                      | -    |
| giugno 1879      | dicembre 1879    | Luigi Amati           |         | Sindaco                      | -    |
| gennaio 1880     | giugno 1880      | Domenico Addone       |         | facente funzioni             | -    |
| giugno 1880      | dicembre 1880    | Giovanni Prosdomici   |         | Regio delegato straordinario | -    |
| dicembre 1880    | febbraio 1881    | Michele Luciani       |         | Sindaco                      | -    |
| febbraio 1881    | luglio 1885      | Luigi Amati           |         | Sindaco                      | -    |
| agosto 1885      | settembre 1887   | Beniamino Doti        |         | Sindaco                      | -    |
| settembre 1887   | novembre 1887    | Domenico Addone       |         | facente funzioni             | -    |
| novembre 1887    | maggio 1888      | Gerardo De Pilato     |         | facente funzioni'            | -    |
| maggio 1888      | agosto 1889      | Emmanuele Cortese     |         | facente funzioni             | -    |
| agosto 1889      | marzo 1890       | Maurizio Ceccato      |         | Commissario prefettizio      | -    |
| marzo 1890       | marzo 1890       | Nicola Branca         |         | Sindaco                      | -    |
| marzo 1890       | giugno 1890      | Flippo Malfitani      |         | Sindaco                      | -    |
| 28 giugno 1890   | luglio 1891      | Saverio Spolidoro     |         | Sindaco                      | -    |
| luglio 1891      | ottobre 1891     | Domenico Padula       |         | facente funzioni             | -    |
| 29 ottobre 1891  | 2 giugno 1894    | Filippo Malfitani     |         | Sindaco                      | -    |
| 14 giugno 1894   | febbraio 1899    | Francesco Martorano   |         | Sindaco                      | -    |
| febbraio 1899    | agosto 1901      | Domenico Padula       |         | Sindaco                      | -    |
| settembre 1901   | febbraio 1912    | Nicola Vaccaro        |         | Sindaco                      | -    |
| marzo 1912       | luglio 1912      | Luigi De Bonis        |         | Commissario prefettizio      | -    |
| agosto 1912      | ottobre 1913     | Giovanni Ianora       |         | Sindaco                      | -    |
| ottobre 1913     | luglio 1914      | Michele Ricciuti      |         | Sindaco                      | -    |
| luglio 1914      | 1916             | Domenico Padula       |         | Sindaco                      | -    |
| aprile 1917      | 31 dicembre 1922 | Michele Marino        |         | Sindaco                      | -    |
| 31 dicembre 1922 | giugno 1923      | Michele Marino        |         | Commissario prefettizio      | -    |
| giugno 1923      | giugno 1928      | Antonio Antonucci     |         | Commissario prefettizio      | -    |
| giugno 1928      | novembre 1929    | Emanuele Giocoli      | PNF     | Podestà                      | -    |
| dicembre 1929    | febbraio 1930    | Aurelio Vacca         |         | Commissario prefettizio      | -    |
| marzo 1930       | luglio 1930      | Emanuele Giocoli      | PNF     | Podestà                      | -    |
| agosto 1930      | luglio 1931      | Alfredo Franceschelli |         | Commissario prefettizio      | -    |
| luglio 1931      | dicembre 1932    | Alfredo Rossi         | PNF     | Podestà                      | -    |
| gennaio 1933     | dicembre 1933    | Settimio Sclafani     |         | Commissario prefettizio      | -    |
| dicembre 1933    | dicembre 1937    | Alfonso Andretta      | PNF     | Podestà                      | -    |
| gennaio 1938     | maggio 1939      | Gioacchino Viggiani   | PNF     | Podestà                      | -    |
| luglio 1940      | 30 maggio 1942   | Giovanni Cristalli    | PNF     | Podestà                      | -    |
| 30 maggio 1942   | 3 aprile 1943    | Nicola Pergola        |         | Commissario prefettizio      | -    |
| 3 aprile 1943    | 24 aprile 1943   | Enrico Vita           |         | Commissario prefettizio      | -    |
| 24 aprile 1943   | 9 ottobre 1943   | Enrico Vita           |         | Podestà                      | -    |
| 9 ottobre 1943   | 10 novembre 1943 | Vito Reale            |         | Commissario prefettizio      | -    |
| 10 novembre 1943 | 3 gennaio 1944   | Umberto Lapenna       |         | Commissario prefettizio      | -    |
| 3 gennaio 1944   | 7 giugno 1944    | Michele Riviello      |         | Commissario prefettizio      | -    |
| 7 giugno 1944    | 22 marzo 1945    | Michele Riviello      |         | Sindaco                      | -    |
| 22 marzo 1945    | 29 aprile 1946   | Giovanni Guajana      |         | Commissario prefettizio      | -    |

## Repubblica Italiana (dal 1946)
| Sindaci eletti dal Consiglio comunale (1946-1995)    | Sindaci eletti dal Consiglio comunale (1946-1995) | Sindaci eletti dal Consiglio comunale (1946-1995) | Sindaci eletti dal Consiglio comunale (1946-1995) | Sindaci eletti dal Consiglio comunale (1946-1995) | Sindaci eletti dal Consiglio comunale (1946-1995) | Sindaci eletti dal Consiglio comunale (1946-1995) | Sindaci eletti dal Consiglio comunale (1946-1995) | Sindaci eletti dal Consiglio comunale (1946-1995) |
| Nominativo                                           | Nominativo                                        | Partito                                           | Partito                                           | Partito                                           | Partito                                           | Mandato                                           | Mandato                                           | Elezione                                          |
| Nominativo                                           | Nominativo                                        | Partito                                           | Partito                                           | Partito                                           | Partito                                           | Inizio                                            | Fine                                              | Elezione                                          |
| ---------------------------------------------------- | ------------------------------------------------- | ------------------------------------------------- | ------------------------------------------------- | ------------------------------------------------- | ------------------------------------------------- | ------------------------------------------------- | ------------------------------------------------- | ------------------------------------------------- |
|                                                      | Pietro Scognamiglio                               |                                                   | Democrazia Cristiana                              | Democrazia Cristiana                              | Democrazia Cristiana                              | 29 aprile 1946                                    | 28 febbraio 1948                                  | Elezione 1946                                     |
|                                                      | Giuseppe Sivilia                                  |                                                   | Democrazia Cristiana                              | Democrazia Cristiana                              | Democrazia Cristiana                              | 28 febbraio 1948                                  | 15 settembre 1949                                 | Elezione 1946                                     |
|                                                      | Vincenzo Torrio (Prosindaco)                      |                                                   | Partito Socialista Italiano                       | Partito Socialista Italiano                       | Partito Socialista Italiano                       | 15 settembre 1949                                 | novembre 1949                                     | Elezione 1946                                     |
|                                                      | Pietro Scognamiglio                               |                                                   | Democrazia Cristiana                              | Democrazia Cristiana                              | Democrazia Cristiana                              | novembre 1949                                     | ottobre 1950                                      | Elezione 1946                                     |
|                                                      | Domenico Zotta (Commissario prefettizio)          | –                                                 | –                                                 | –                                                 | –                                                 | novembre 1950                                     | marzo 1952                                        | –                                                 |
|                                                      | Emilio Colombo                                    |                                                   | Democrazia Cristiana                              | Democrazia Cristiana                              | Democrazia Cristiana                              | 14 giugno 1952                                    | 16 dicembre 1952                                  | Elezione 1952                                     |
|                                                      | Eugenio Brienza                                   |                                                   | Democrazia Cristiana                              | Democrazia Cristiana                              | Democrazia Cristiana                              | 16 dicembre 1952                                  | gennaio 1955                                      | Elezione 1952                                     |
|                                                      | Vincenzo Solimena                                 |                                                   | Democrazia Cristiana                              | Democrazia Cristiana                              | Democrazia Cristiana                              | gennaio 1955                                      | 1956                                              | Elezione 1952                                     |
| 1956                                                 | Vincenzo Solimena                                 | luglio 1960                                       | Democrazia Cristiana                              | Democrazia Cristiana                              | Democrazia Cristiana                              | Elezione 1956                                     |                                                   |                                                   |
|                                                      | Giovanni Messina                                  |                                                   | Democrazia Cristiana                              | Democrazia Cristiana                              | Democrazia Cristiana                              | dicembre 1960                                     | settembre 1964                                    | Elezione 1960                                     |
|                                                      | Francesco Petrullo                                |                                                   | Democrazia Cristiana                              | Democrazia Cristiana                              | Democrazia Cristiana                              | febbraio 1965                                     | 1970                                              | Elezione 1964                                     |
|                                                      | Antonio Bellino                                   |                                                   | Democrazia Cristiana                              | Democrazia Cristiana                              | Democrazia Cristiana                              | 1970                                              | 1975                                              | Elezione 1970                                     |
|                                                      | Raffaello Antonio Mecca                           |                                                   | Democrazia Cristiana                              | Democrazia Cristiana                              | Democrazia Cristiana                              | 1975                                              | 29 settembre 1980                                 | Elezione 1975                                     |
|                                                      | Gaetano Fierro                                    |                                                   | Democrazia Cristiana                              | Democrazia Cristiana                              | Democrazia Cristiana                              | 29 settembre 1980                                 | 1985                                              | Elezione 1980                                     |
| 1985                                                 | Gaetano Fierro                                    | 17 giugno 1990                                    | Democrazia Cristiana                              | Democrazia Cristiana                              | Democrazia Cristiana                              | Elezione 1985                                     |                                                   |                                                   |
|                                                      | Rocco Sampogna                                    |                                                   | Democrazia Cristiana                              | Democrazia Cristiana                              | Democrazia Cristiana                              | 17 giugno 1990                                    | 7 maggio 1995                                     | Elezione 1990                                     |
| Sindaci eletti direttamente dai cittadini (dal 1995) |                                                   |                                                   |                                                   |                                                   |                                                   |                                                   |                                                   |                                                   |
| Nominativo                                           | Nominativo                                        | Partito                                           | Partito                                           | Coalizione                                        | Coalizione                                        | Mandato                                           | Mandato                                           | Elezione                                          |
| Nominativo                                           | Nominativo                                        | Partito                                           | Partito                                           | Coalizione                                        | Coalizione                                        | Inizio                                            | Fine                                              | Elezione                                          |
|                                                      | Domenico Potenza                                  |                                                   | Partito Democratico della Sinistra                |                                                   | PDS-PPI-PRC-PdD                                   | 7 maggio 1995                                     | 13 giugno 1999                                    | Elezione 1995                                     |
|                                                      | Gaetano Fierro                                    |                                                   | UDEUR                                             |                                                   | UDEUR                                             | 13 giugno 1999                                    | 14 giugno 2004                                    | Elezione 1999                                     |
|                                                      | Vito Santarsiero                                  |                                                   | Democrazia è Libertà - La Margherita              |                                                   | DS-DL-UDEUR-Patto-SDI-PRC-FdV                     | 14 giugno 2004                                    | 7 giugno 2009                                     | Elezione 2004                                     |
|                                                      | Vito Santarsiero                                  | Partito Democratico                               |                                                   | PD-SEL-FdV                                        | 7 giugno 2009                                     | 23 giugno 2014                                    | Elezione 2009                                     |                                                   |
|                                                      | Dario De Luca                                     |                                                   | Fratelli d'Italia                                 |                                                   | FdI-PpI-L. civiche                                | 23 giugno 2014                                    | 20 giugno 2019                                    | Elezione 2014                                     |
|                                                      | Mario Guarente                                    |                                                   | Lega                                              |                                                   | LSP-FdI-IDeA-FI-L. civiche                        | 20 giugno 2019                                    | 10 luglio 2024                                    | Elezione 2019                                     |
|                                                      | Vincenzo Telesca                                  |                                                   | Indipendente                                      |                                                   | PD-L. civiche                                     | 10 luglio 2024                                    | in carica                                         | Elezione 2024                                     |